# Carnival of Light
Carnival of Light (algo como 'Carnaval de Luz') é uma música experimental nunca lançada feita pelos Beatles. Foi gravada em 5 de Janeiro de 1967, depois da sessão de overdubbing vocal para Penny Lane. A faixa foi criada para o The Million Volt Light and Sound Rave,  um evento feito no Roundhouse Theatre em 28 de Janeiro e 4 de Fevereiro de 1967. Algumas pessoas afirmam que a música tinha por volta de treze minutos, e Paul McCartney disse que tinha por volta de quinze. (Em The Complete Beatles Chronicle está listada com duração de 13 minutos e 48 segundos.)

## História
A gênese da música veio em Dezembro de 1966 com o designer David Vaughan (parte do trio de designeres Binder, Edwards & Vaughan), que tinha recentemente pintado um piano de Paul McCartney com um design psicodélico. Por volta do mesmo período em que ele entregou o piano no endereço de McCartney, Cavendish Avenue, perguntou se Paul iria contribuir com uma peça musical para a estréia de The Million Volt Light and Sound Rave. Para sua surpresa, McCartney concordou em fazer uma contribuição.

## The Million Volt Light and Sound Rave
The Million Volt Light and Sound Rave (às vezes citado como The Carnival of Light Rave) era um festival de arte organizado por Binder, Edwards & Vaughan para a exposição de música eletrônica e apresentações de luzes. Foi feito na Chalk Farm Road Roundhouse Theatre e caracterizava-se não só por um projeto onde se tocava 'Carnival of Light', mas também performances por Unit Delta Plus, cujos membros incluíam pioneiros da música eletrônica Delia Derbyshire, Brian Hodgson da BBC Radiophonic Workshop, e o artista eletrônico Peter Zinovieff.

## Gravação
O expert em Beatles Mark Lewisohn, que ouviu a música em 1987 quando fazia seu livro The Complete Beatles Recording Sessions, diz que a música incluía "bateria hipnótica, distorcida, sons de órgão, uma guitarra solo distorcida, o som de um órgão de igreja, vários efeitos (gargarejo com água seria um) e, talvez o mais intimidante de todos, John Lennon e Paul McCartney berrando como dementes e gritando frases aleatórias como 'Are you alright?' (Você está bem?) e 'Barcelona!' ".
Barry Miles, o biógrafo oficial de McCartney, escreveu em Paul McCartney: Many Years from Now que a canção "não tinha ritmo, apesar de uma batida se estabelecer por alguns compassos pela percussão ou pelo piano que fazia a batida rítmica. Não há melodia, apesar de fragmentos de uma melodia ameaçarem a aparecer."
"Eu disse 'tudo que eu quero que vocês façam é apenas percorrer todos os instrumentos, bater, gritar, tocar, não precisa ter sentido nenhum. Toquem um tambor, depois façam algo no piano, toquem algumas notas e vagueiem por aí' " falou McCartney em Novembro de 2008.
A trilha básica de um órgão tocando notas de baixo e de uma bateria foram gravados em velocidade lenta, dando-os um som mais profundo. Há também uma grande quantidade de reverbs (reverberação) nos instrumentos e nos vocais de John e Paul (as duas únicas vozes na música); John e Paul também gravaram gritos de guerra de Nativos Americanos, assobios, suspiros, tosses verdadeiras e fragmentos de conversas de estúdio. Outros overdubs da música incluem rajadas do retorno da guitarra, um órgão sentimental daqueles de cinema, pedaços de ruídos de piano e um retorno eletrônico com Lennon gritando 'Electricity!' (Eletricidade!). A faixa é concluída com Paul pedindo ao engenheiro de som em uma voz ecoada "Can we hear it back now?" (Podemos ouvi-la agora?).
Além disso, segundo Miles, musicalmente, a faixa "lembra 'The Return of the Son of Monster Magnet' do álbum Freak Out! de Frank Zappa, exceto que não há ritmo e a música… é mais fragmentada, abstrata e séria."
Dudley Edwards (um dos organizadores do The Million Volt Light and Sound Rave e amigo de McCartney) disse que uma tomada de 'Fixing a Hole' (do Sgt. Pepper's Lonely Hearts Club Band) com um piano aparece durante a canção. É improvável que esta tomada tenha sido ouvida, já que a gravação de 'Fixing a Hole' só começou cinco dias depois da última apresentação de The Million Volt Light and Sound Rave, mas não é impossível que McCartney tenha tocado alguns compassos da música nesta faixa.

## A Mixagem
Apesar do livro de Lewisohn dizer que uma mixagem monaural (ou monofônica) foi dada para Vaughan, Miles alega que a mixagem "foi feita com completa separação estereofônica, e é um exercício em camadas e texturas musicais". Ou uma segunda mixagem foi feita depois do evento ou na verdade foi dado a Vaughan uma mixagem estéreo que não tinha relação às gravações de Abbey Road. Edwards disse que a fita foi levada à América por Ray Anderson (que foi trazido dos E.U.A. para auxiliar com o show de luzes do evento). As fitas da sessão de Carnival of Light continuam nos Estúdios Abbey Road.
Geoff Emerick, engenheiro de som dos Beatles, disse certa vez:
"Quando eles terminaram, George Martin disse para mim 'Isto é ridículo, temos que fazer algo um pouco mais construtivo' ". [Geoff Emerick em Mark Lewisohn: The Complete Beatles Recording Sessions, 1988]

## Nunca lançada
"Carnival of Light" ainda não apareceu em nenhum lançamento dos Beatles, oficial ou bootleg. Em 1996, McCartney tentou lançar a faixa no álbum de compilação Anthology 2, mas George Harrison a rejeitou. De acordo com McCartney, a razão para tal foi de que "ele não gostava de música de vanguarda (avant-garde)". Apesar disso, George Harrison criou músicas vanguardistas como compositor-solo (em 1969 ele lançou um álbum experimental chamado Electronic Sound usando o então novo Sintetizador Moog) e em vários trabalhos com os Beatles. Isto, segundo alguns, explica o porquê de duas faixas apenas com o instrumental no Anthology 2 (Eleanor Rigby e Within You Without You).
Em Agosto de 1996, Paul disse (numa entrevista para a Mojo) que estava trabalhando num filme de foto-colagem dos Beatles, similar ao filme feito sobre o Grateful Dead em 1995 chamado Grateful Dead—A Photo Film. Ele estava planejando usar 'Carnival of Light' na trilha-sonora, mas o projeto ainda não foi visto e ele não comenta sobre o status do filme desde 2002.
Em Novembro de 2008, Paul confirmou que ainda possui as fitas da gravação, adicionando que ele suspeitava que "a hora chegou para ela ter sua chance. Eu gosto dela porque são os Beatles livres, saindo da linha." Paul ainda precisava do consentimento da viúva de Lennon, Yoko Ono, e da viúva de Harrison, Olivia Trinidad, para lançar a música, além do de Ringo Starr.
No final de Dezembro do mesmo ano, Paul divulgou uma nota afirmando que ele planejava lançar a música em 5 de Janeiro de 2009, já que ele finalmente tinha recebido permissão para lançá-la. A data escolhida, segundo ele, seria em comemoração aos 42 anos de gravação da música (5 de Janeiro de 1967). [carece de fontes?]
Entretanto, até a presente data, a peça nunca foi lançada e apenas uma seleta lista de pessoas teve acesso às fitas, podendo ouvir a gravação original, fazendo com que esta tenha se tornado a mais intrigante música não-lançada de toda a carreira dos Beatles.

## Falsobootlegnas redes de compartilhamento e outras falsificações
Um arquivo de MP3 de um minuto, revertido, com sons de guitarra acelerados, é mostrado nas redes de compartilhamento de arquivos sob o nome 'Carnival of Light'. Infelizmente, esta é uma faixa parcial (originalmente com 1 minuto e 9 segundos) feita  por Lord of Boothferry, um colecionador de música muito interessado pelos Beatles, que foi nomeada erroneamente. Foi gravada por volta de 2000, usando uma guitarra Hondo danificada, numa máquina digital de oito-faixas, e lançada sob um pseudônimo na Napster. Apesar de não ter sido lançada como 'Carnival of Light', uma vez circulando o nome do arquivo foi mudado por vários fãs para preencher as descrições desta composição não-lançada.
Há também inúmeros vídeos em diversos sites, como o YouTube, que supostamente contém a faixa misteriosa, mas absolutamente todos são falsos, não passando de brincadeiras feitas, na maioria das vezes, por próprios fãs da banda que têm curiosidade sobre Carnival of Light e dão asas às suas imaginações para tentar produzir uma música semelhante à original.

## Ficha Técnica
- John Lennon - Vocal, Vocalização, Guitarras e Efeitos sonoros
- Paul McCartney - Vocal, Vocalização, Órgão e Efeitos sonoros
- George Harrison - Guitarras
- Ringo Starr - bateria e Percussão